# Cristina Saralegui

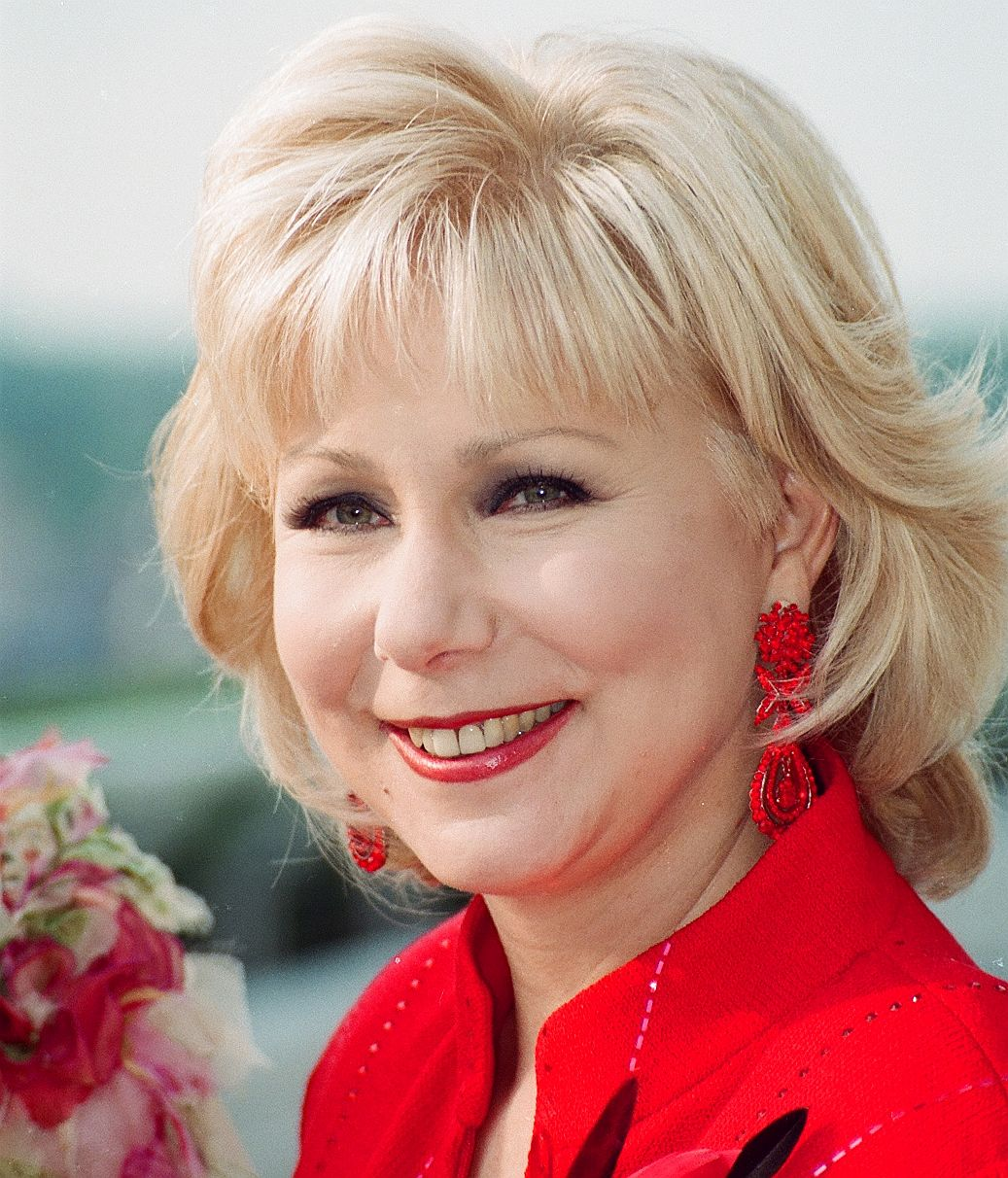

Cristina María Saralegui de Ávila (Havana, 29 de janeiro de 1948) é uma jornalista e apresentadora de televisão cubana, de ascendência espanhola e ligada à cadeia Univision.